# 토마시 블체크
토마시 블체크(체코어: Tomáš Vlček, 2001년 2월 28일~)는 체코의 축구 선수이다. 1. 체스카 포트발로바 리가의 슬라비아 프라하와 체코 축구 국가대표팀에서 수비수로 활동하고 있다.

## 국가대표팀 경력
연령별 체코 대표팀을 거친 그는 2024년 3월 26일, 아르메니아와의 친선 경기에서 체코 A대표팀에 데뷔했다.